# Eutrichopoda tegulata
Eutrichopoda tegulata är en tvåvingeart som först beskrevs av Townsend 1897.  Eutrichopoda tegulata ingår i släktet Eutrichopoda och familjen parasitflugor. Inga underarter finns listade i Catalogue of Life.